# 北朝鮮による中国人拉致問題
北朝鮮による中国人拉致問題（きたちょうせんによるちゅうごくじんらちもんだい）は、朝鮮民主主義人民共和国（以下「北朝鮮」）が中国人を拉致していたとする問題である。マカオがポルトガル領だった1970年代に起こっており、1990年代から2000年代にかけても引き起こされている。後者については、中国公安当局は拉致の届け出を受けて、北朝鮮に抗議してきたが、北朝鮮は拉致を認めないため解決に至っていない。

## 1970年代
1978年、ポルトガル領マカオから、タイ人女性1名（アノーチャ・パンジョイ）と中国人女性2名（孔令譻、蘇妙珍）が拉致された。1978年7月2日、孔令譻はマカオのリスボア・ホテルで、1〜2歳年上の蘇明珍とともに宝石店員として働いていたところを、日本からの観光客を装った北朝鮮工作員によって拉致された。当時彼女は20歳であった。
この年の夏、孔と蘇の2人は30歳ぐらいの自称日本人男性の案内のため、市内のあちこちをめぐった。2人の男性は十分なガイド料を支払い、裕福そうに振る舞って、英語も達者であった。7月2日、彼らのガイドのため海岸に行くと、そこでナイトクラブで働いているという10歳くらい年上の初対面の女性と一緒になった。4人でボートに乗せられ海岸付近を巡回したのち、沖に出て無理やり大きな船に乗せられて北朝鮮に連行された。なお、孔令譻は北朝鮮当局の命令で北朝鮮工作員の金賢姫と金淑姫に中国語の手ほどきをしている。

## 1990年代〜2000年代
- 1998年3月6日18時、中華人民共和国吉林省長白県八道口保健所運転手の朝鮮族のイ・ソングァンは、中国側に越境してきた北朝鮮の国境警備隊員によって、拉致され、いまだに送還されていない[8]。なお、中国公安は送還を求めているが送還はなされていない[8]。
- 2008年4月、中華人民共和国延辺朝鮮族自治州開山屯在住の朝鮮族のイ・ギチョンは、北朝鮮の国家安全保衛部に拉致された[8]。

2014年3月3日に開かれた国際拉致解決連合第3回総会では、「90年代から現在まで中国で多数の脱北者や脱北者を支援していた韓国人、中国人らが拉致された。拉致の命令者は政権の最高権力者である金日成、金正日であると断定した」とする共同声明が出された。

## 現状と解決に向けた取り組み
2014年2月17日、国際連合人権理事会の決議を受けて設置された北朝鮮の人権に関する調査委員会は最終報告書を発表した。報告書は北朝鮮に対して、生存拉致被害者とその子どもを即時帰国させること、正確な情報を提供すること、もし亡くなっている場合はその遺骨を返還することなどを北朝鮮に要求した。
北朝鮮当局は、中国人たちの拉致を認めていない。外国人拉致は、相手国に対する主権侵害行為であり、したがって、一刻も早い原状回復（拉致被害者の解放・帰国）、犯人の相手国への引き渡し、公式な謝罪、被害に対する補償をおこなわなければならない。